# 米薩河 (意大利)
43°43′N 13°13′E / 43.717°N 13.217°E

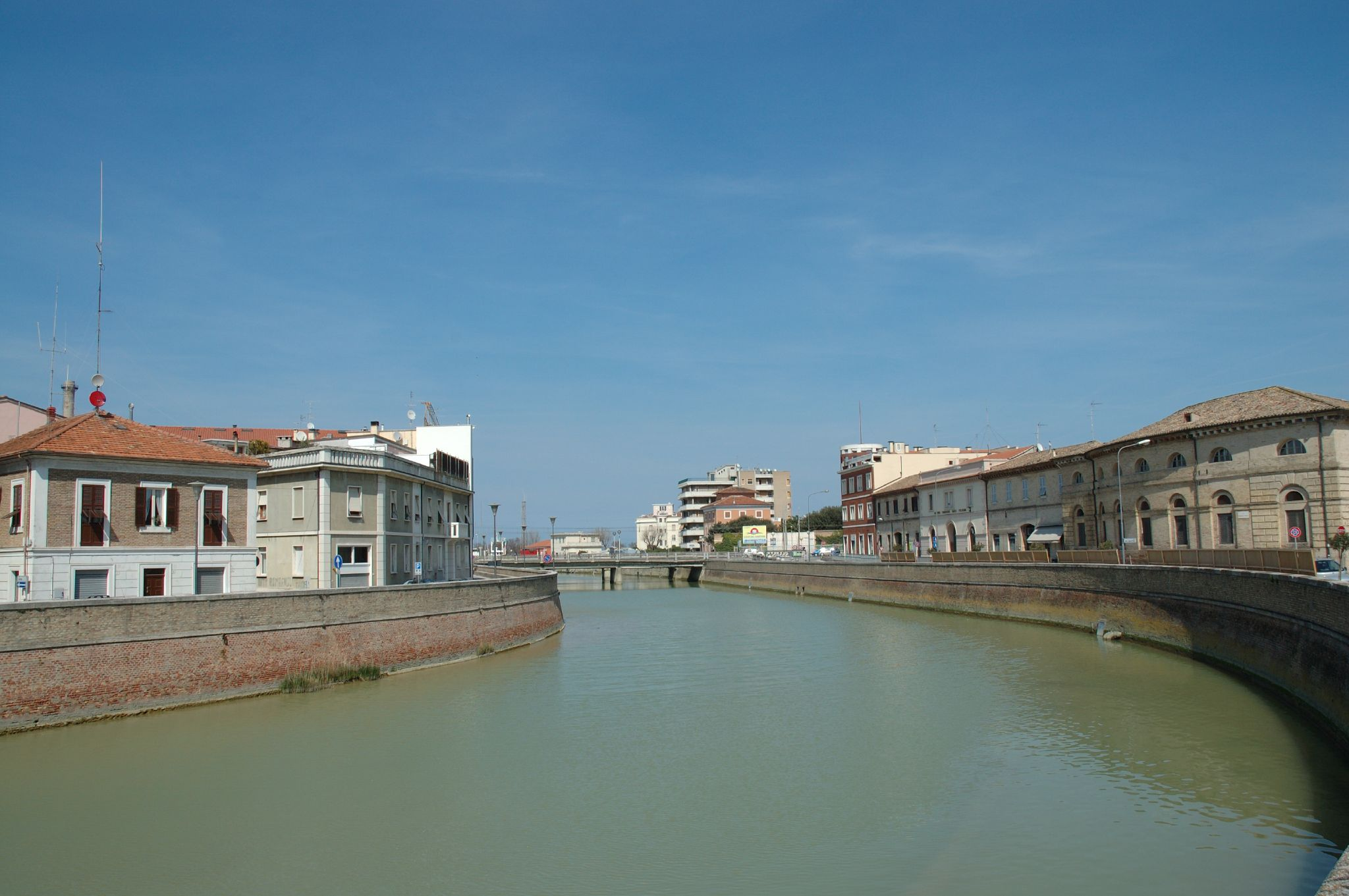

米薩河是意大利的河流，位於馬爾凱，河道全長48公里，發源自阿爾切維亞，流經塞拉德孔蒂，最終在塞尼加利亞附近注入亞得里亞海。